# Weifang

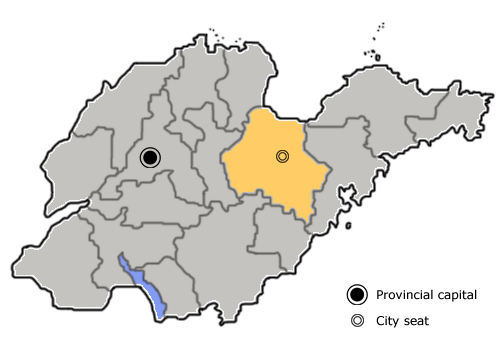
Lage von Weifang

Weifang (chinesisch 濰坊市 / 潍坊市, Pinyin Wéifāng Shì) ist eine bezirksfreie Stadt in der chinesischen Provinz Shandong. Das Verwaltungsgebiet der Stadt hat eine Fläche von 16.143 km² und eine Bevölkerung von 9.386.705 Einwohnern (Stand: Zensus 2020). In dem eigentlichen städtischen Siedlungsgebiet von Weifang leben 1.710.000 Menschen (Stand: Ende 2018). Die Postleitzahl ist 261041.

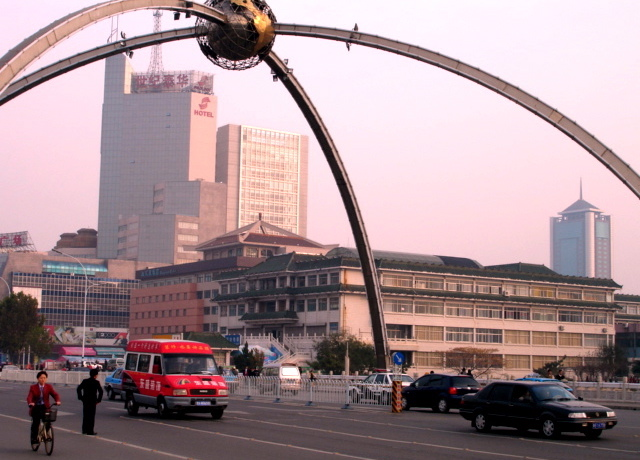
Dongfengjie-Brücke in Weifang

Weifang ist bekannt für seine handgefertigten Drachen, die hier in Fabriken hergestellt werden. Es findet auch jedes Jahr ein internationales Drachenfestival in der Stadt statt. Neben der Drachenproduktion hat die Regionalmetropole auch einige Lebensmittelfabriken.

## Administrative Gliederung
Auf Kreisebene setzt sich Weifang aus vier Stadtbezirken, zwei Kreisen und sechs kreisfreien Städten zusammen. Diese sind (Stand: Zensus 2020).:

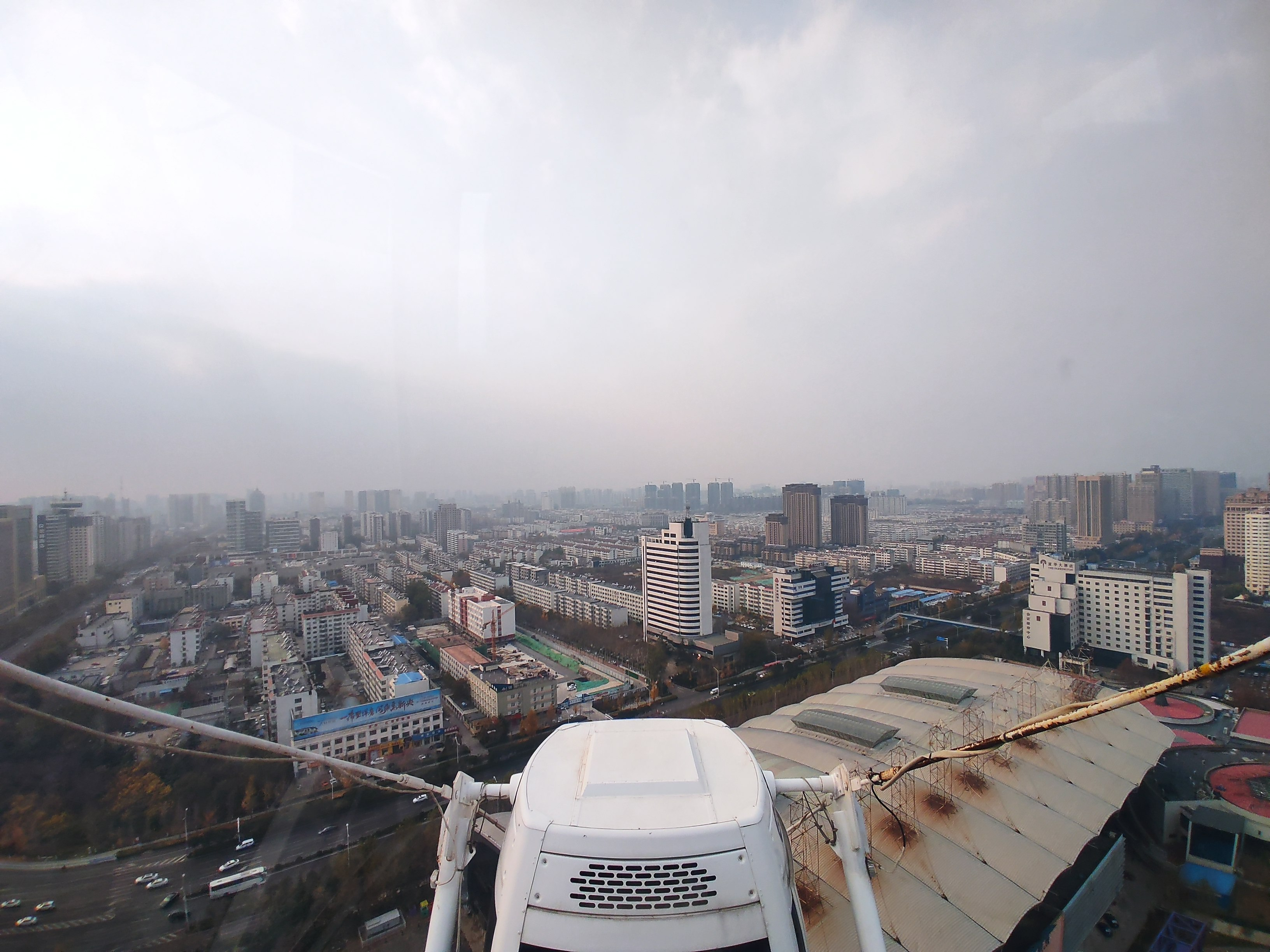
Skyline von Weifang

- Skyline von WeifangSkyline von WeifangStadtbezirk Weicheng (潍城区), 270 km², 415.118 Einwohner, Zentrum, Sitz der Stadtregierung;

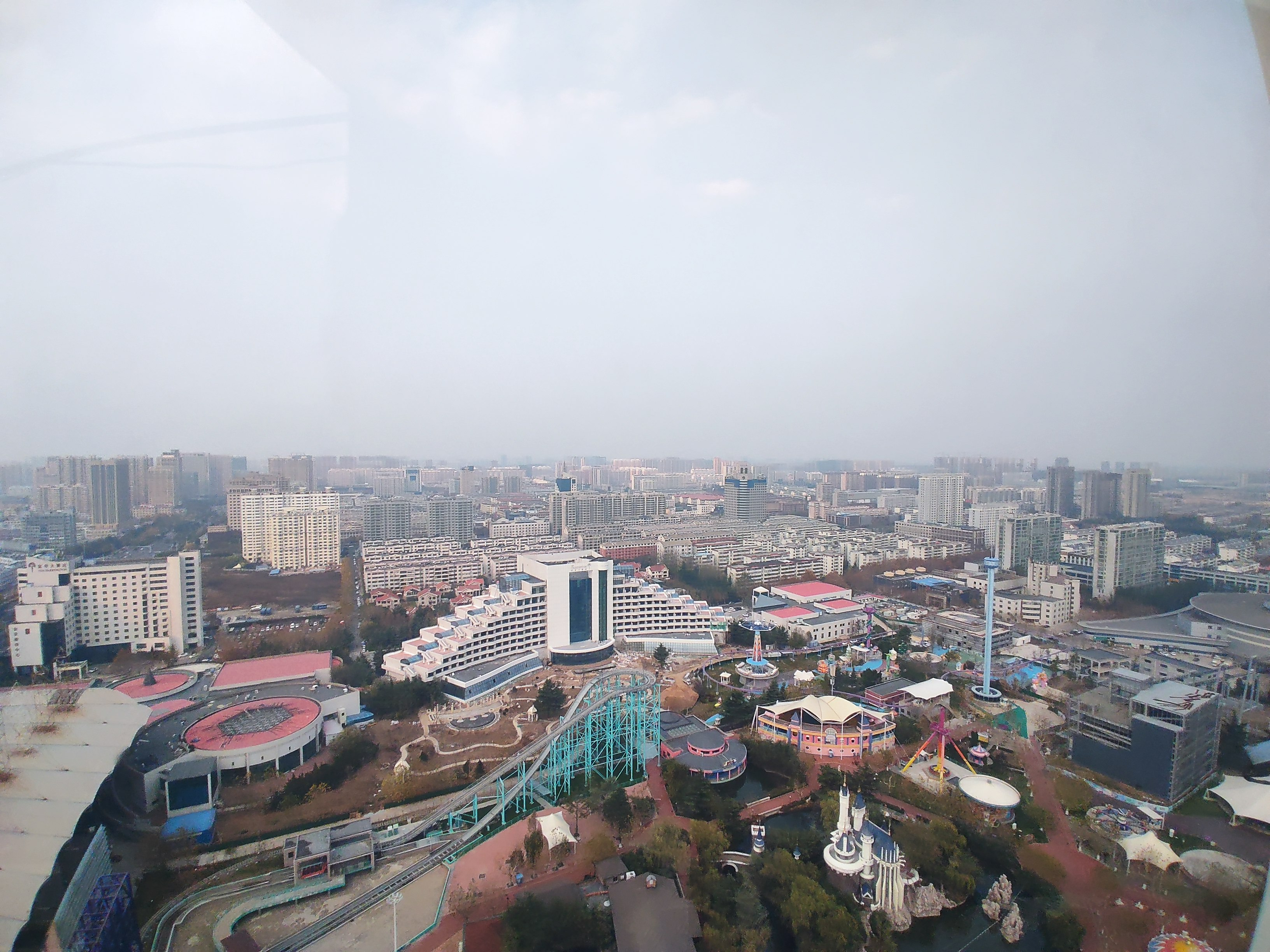
Skyline von Weifang

- Stadtbezirk Hanting (寒亭区), 1.244 km², 424.106 Einwohner;
- Stadtbezirk Fangzi (坊子区), 895 km², 512.161 Einwohner;
- Stadtbezirk Kuiwen (奎文区), 237 km², 692.643 Einwohner;
- Kreis Linqu (临朐县), 1.831 km², 834.314 Einwohner;
- Kreis Changle (昌乐县), 1.101 km², 615.910 Einwohner;
- Stadt Anqiu (安丘市), 1.712 km², 926.894 Einwohner;
- Stadt Changyi (昌邑市), 1.627 km², 603.482 Einwohner;
- Stadt Gaomi (高密市), 1.523 km², 895.582 Einwohner;
- Stadt Qingzhou (青州市), 1.561 km², 940.355 Einwohner;
- Stadt Zhucheng (诸城市), 2.151 km², 1.086.222 Einwohner;
- Stadt Shouguang (寿光市), 1.990 km², 1.139.454 Einwohner;

## Städtepartnerschaft
- Anyang  Südkorea, seit 1995
- Landkreis Freising (bei München)  Deutschland, seit 18. Januar 1987

## Persönlichkeiten
- Ling Jian (* 1963), Künstler
- Antonio Sun Wenjun (* 1970), römisch-katholischer Geistlicher, Bischof von Weifang
- Tan Zongliang (* 1971), Sportschütze
- Jin Xiaomei (* 1983), Fußballspielerin
- Xing Huina (* 1984), Langstreckenläuferin
- Yue Yuan (* 1987), Beachvolleyballspielerin
- Yang Fangxu (* 1994), Volleyballspielerin